# Psałterz Dawidów, który snadź jest prawy fundament wszystkiego pisma krześcijańskiego
Psałterz Dawidów, który snadź jest prawy fundament wszystkiego pisma krześcijańskiego – polski psałterz wydany około 1546, przypisywany Mikołajowi Rejowi.
Psałterz ukazał się anonimowo, bez podania tłumacza, drukarza i daty wydania. Czas pierwszego wydania jest umieszczany przez badaczy na lata 1541–1546. Drugie wydanie ukazało się ok. 1550. Na podstawie języka i stylu, sposobu dedykacji oraz umieszczania wierszy do czytelnika tłumaczenie przypisywane jest Mikołajowi Rejowi, aczkolwiek nie ma na to jednoznacznych dowodów. Mimo że psałterz ma charakter katolicki (po wielu modlitwach dodawane jest Zdrowaś Maryja oraz wskazówki liturgiczne), nie wyklucza to jednak autorstwa Reja, który w tym czasie nie opowiadał się jeszcze jednoznaczne po stronie reformacji.
Tekst stanowi swobodną prozatorską przeróbkę łacińskiej parafrazy psalmów Psalmorum omnium… paraphrastica interpretatio autorstwa Jana Campensisa (dzieło Campensisa powstało z inspiracji Jana Dantyszka i ukazało się w Krakowie w 1532). Psałterz poprzedzony jest dedykacją dla króla Zygmunta Starego (Najjaśniejszemu Książęciu a Panu … Zygmuntowi z Bożego miłosierdzia Królowi Polskiemu … niektóry poddany Jego K. M. wieczną a powolną służbę swą wskazuje) i wierszowaną przedmową (Ku temu, co by miał wolą czyść ty książki). 